# الجامع العمري (درعا)

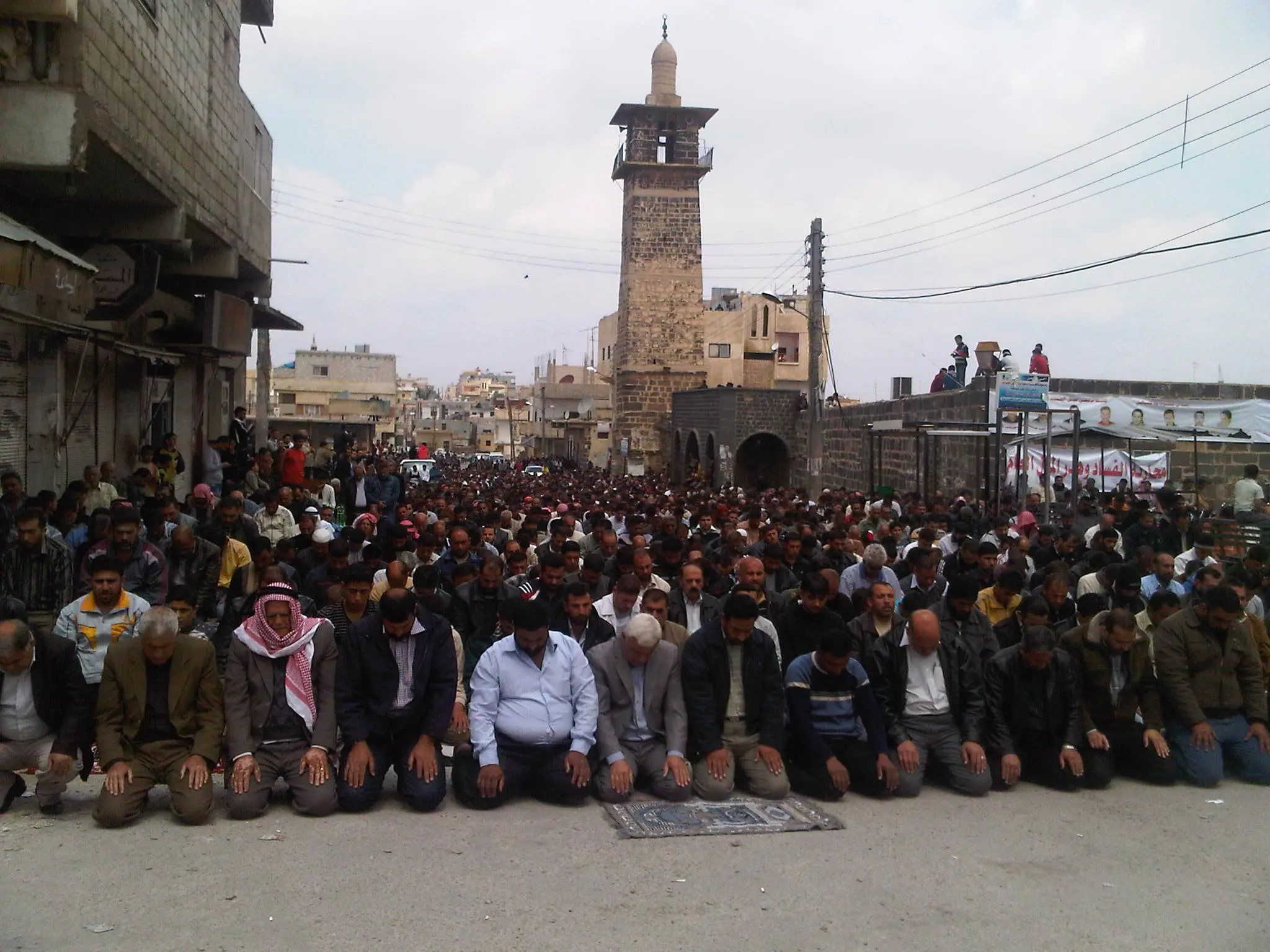

الجامع العـُمَري في درعا هو أحد المساجد الأثرية المنتشرة في محافظة درعا، ويقع وسط البلدة القديمة، وهو بناء أثري يعود باسمه إلى الخليفة الفاروق عمر بن الخطاب رضي الله عنه، حيث أمر ببنائه عندما زار المدينة سنة 14ه، وأشرف على بداية بنائه جمع من الصحابة منهم: أبو عبيدة بن الجراح ومعاذ بن جبل رضي الله عنهما. وقد حافظ المسجد على شكله القديم حتى دخلت عليه عمليات الترميم الحديثة وغيَّرت بعضًا من معالمه القديمة، إلا أن هذه الترميمات والتعديلات لم تطل منارته وواجهته القبلية، وأصبح المسجد بمخططه الحديث عبارةً عن نسخة مصغرة عن الجامع الأموي بدمشق من حيث احتوائه على أروقة بديعة، وحرم واسع للصلاة، وصحن خارجي مكشوف، ومئذنة شامخة.
والداخل إلى المسجد من بوابته الشمالية الرئيسية تظهر أمامه أربعة أروقة تحيط بصحن المسجد، والرواق الجنوبي هو أكبره، حيث يعتبر إيوان الصلاة والحرم والمحراب امتداده شرقًا وغربًا. أما سقف المسجد فيشبه جميع الأبنية القديمة في دَرْعَا، إذ يرتكز على القناطر الحجرية تليها بشكل معاكس حوامل بارزة من كل جهة، وتليها عوارض أكثر بروزًا للربط بين الحوامل وتغطية الفراغات، ويعلو العوارض طبقة من القطع الحجرية الصغيرة المنحوتة والمخلوطة بالكلس، ثم طبقة سميكة من التراب.
وللمسجد ثلاثة أبواب رئيسية يفتح أكبرها وهو الباب الشمالي على الأروقة الداخلية للمسجد، أما البابان الغربي والشرقي فيفتحان على فضاءات خارجية.
المسجد الجامع في العصر الحديث
الجامع العـُمَري في درعا هو أحد الجوامع الأثرية المنتشرة في محافظة «درعا»، ويقع وسط مدينة «درعا» القديمة، وهو بناء أثري يعود للفترة الإسلامية الأولى، ارتبط اسمه باسم الخليفة «عمر بن الخطاب» الذي أمر ببنائه عند زيارته لحوران، أقيم له العديد من عمليات الترميم نظرا لقدمه. يحتوي على صحن خارجي ومئذنة، ويعتبر رمزا من رموز الثورة السورية حيث ارتبطت به أحداثها منذ الانطلاقة الحقيقة لها في 18 / 3 آذار ـ مارس / 2011 م، وصار الشيخ أحمد صياصنة إمام المسجد العمري يعرف بشيخ الثورة السورية لدوره الكبير في توجيه الثوار وضبطهم بمنهج حضاري متمدن منذ بداية الثورة.
في 13 نيسان 2013 تعرض المسجد لاعتداء من قبل جيش النظام السوري مما أدى إلى هدم مئذنته، وذلك حسب ناشطين في الثورة السورية.

## وصلات خارجية
- فيديو يظهر تهدم مئذنة الجامع العمري على يوتيوب]